# Скирта

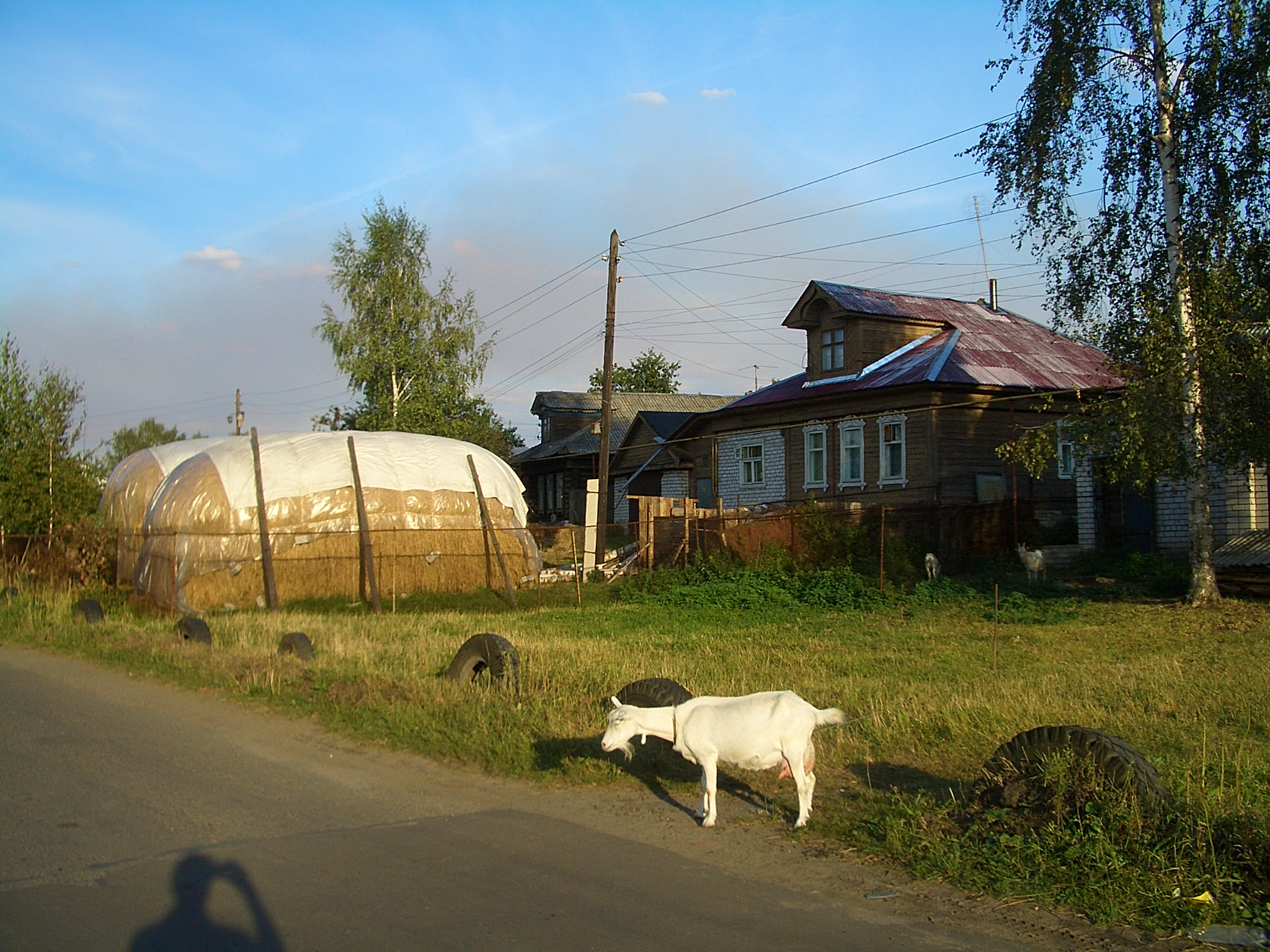
Невеликі скирти біля будинків

Ски́рта, сти́рта, ожере́д (від «жердина») — щільно складена купа сіна, соломи або снопів, довгастої форми, призначена для зберігання просто неба.

## Опис

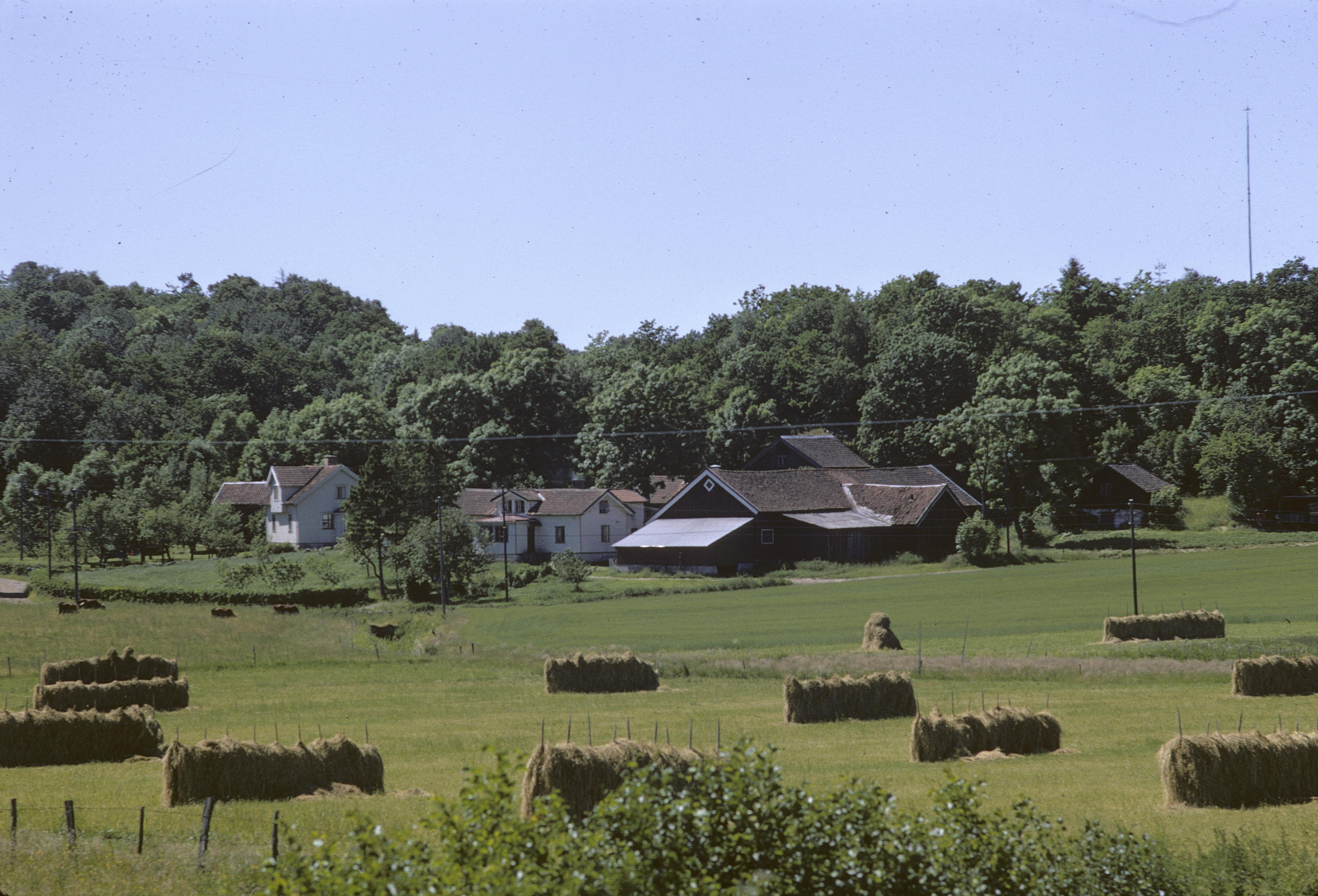
Невеликі скирти на полі

Скирта відрізняється від стогу за формою. Якщо стіг найчастіше має округлу форму, то скирта довгаста, що має в середньому ширину 4,5-5,5, довжину 8-25, висота 6-7 м. Тепер у скирти укладають висушене сіно й солому. Раніше, коли необхідно було робити обмолот в іншому місці, часто в полі або на току в скирти складали снопи. Класти скирти в полі зручно тоді, коли бракує вільних рук і транспорту, водночас це може викликати багато незручностей при транспортуванні взимку. Тепер часто в полі залишають скирти соломи як запасний низькоякісний фураж, який, у разі непотрібності, навесні можна просто спалити. Для тривалого захисту від опадів скирти сіна зазвичай додатково накривають шаром соломи, нині можуть накривати поліетиленовою плівкою, до країв якої прив'язуються важкі предмети, щоб плівку не здувало вітром (колись для цієї мети використовували ключи́ни чи півзи́ни — зв'язані кінцями жердини).
У місцях, де встановлюють велику кількість скирт, обов'язково встановлюють громовідвід. Укладання скирт і стогів вимагає певної майстерності, щоб вони не обрушилися і з них стікала вода. Раніше укладку робили тільки за допомогою вил, тепер тракторами за допомогою спеціальних навісних агрегатів (стогокладів), проте вершать скирти, зазвичай, досі люди-скиртувальники.